# Foreste pluviali dei Monti dei Cardamomi
Le foreste pluviali dei Monti dei Cardamomi sono un'ecoregione del Sud-est asiatico (IM0106) appartenente al bioma delle foreste pluviali di latifoglie tropicali e subtropicali. Coprono la regione dei Monti dei Cardamomi e del massiccio dell'Elefante e le pianure costiere adiacenti nella Thailandia orientale e nella Cambogia sud-occidentale, nonché l'isola vietnamita di Phú Quốc.

## Geografia
L'ecoregione comprende 44200 km² di foresta pluviale pressoché inesplorata. Confina a sud-est con il Golfo del Siam, e l'ecoregione delle mangrovie dell'Indocina ne cinge le coste. Ad est e a nord, all'ombra pluviometrica delle montagne, si trovano le foreste secche dell'Indocina centrale. A nord-ovest, si trovano le foreste umide decidue di pianura del Chao Phraya.

## Flora
Sono presenti tipi diversi di foresta.
Nella stretta cimosa costiera tra le montagne e il Golfo del Siam crescono le foreste sempreverdi di pianura, oggi in gran parte scomparse.
Le foreste pluviali nane, in cui le chiome degli alberi non superano i 12 metri di altezza, occupano i terreni impregnati d'acqua sul versante meridionale delle montagne. Le essenze predominanti sono le conifere Dacrydium elatum e Podocarpus neriifolius, con alberi sparsi di Nageia fleuryi e Dacrycarpus imbricatus.
Le foreste montane coprono gran parte dell'ecoregione al di sopra dei 700 metri di altitudine. Gli alberi formano una fitta volta alta fino a 30 metri. Predominano le Fagacee, tra cui Lithocarpus cambodiensis, L. guinieri, L. farinulentus, L. harmandii e Castanopsis cambodiana. Altri alberi importanti appartengono alla famiglia delle Lauracee (Cinnamomum e Litsea), e delle Mirtacee (Syzygium e Tristaniopsis). Le foreste montane ospitano anche varie palme, arbusti del sottobosco, felci arboree ed epifite, comprese molte orchidee.
Le foreste montane nane crescono sui terreni arenacei acidi del settore meridionale del massiccio dell'Elefante, dove le conifere Dacrydium elatum, Dacrycarpus imbricatus e altri alberi formano una volta bassa alta 5-10 metri. Foreste dominate da Pinus latteri si trovano su un settore particolare della catena montuosa, l'altopiano di Kirirom.
Le foreste pluviali dei monti Cardamomi fanno parte dell'Indo-Birmania, un hotspot di biodiversità di importanza globale caratterizzato da una grande variabilità biologica e da un gran numero di specie rare, minacciate ed endemiche. L'ecoregione stessa ospita molte specie endemiche e, a causa della sua posizione remota, della scarsa popolazione umana e del terreno impervio, la maggior parte di queste foreste è rimasta pressoché inesplorata dagli scienziati.

## Fauna
L'ecoregione ospita diversi grandi mammiferi, come l'elefante asiatico (Elephas maximus), la tigre (Panthera tigris), il leopardo nebuloso (Neofelis nebulosa), il cuon (Cuon alpinus), il gaur (Bos gaurus), il banteng (Bos javanicus), il sirau di Sumatra (Capricornis sumatraensis) e il gibbone dal berretto (Hylobates pileatus).
Qui vivono più di 450 specie di uccelli, comprese due forme endemiche, la pernice della Cambogia (Arborophila cambodiana) e la pernice siamese (A. diversa).
Tra i rettili endemici ricordiamo il serpente Lycodon cardamomensis e il geco Cyrtodactylus cardamomensis.

## Aree protette
La foresta pluviale dei monti Cardamomi è una delle ultime foreste pluviali rimaste intatte del Sud-est asiatico, nonché una delle aree più ricche di specie al mondo, tra cui molte forme rare, minacciate ed endemiche.
Dopo gli accordi di pace e il ritorno alla normalità in Cambogia negli anni '90, gran parte dei Monti dei Cardamomi e le pianure adiacenti dell'ecoregione furono designate come aree protette, per lo più parchi nazionali e santuari faunistici. Con l'istituzione del grande parco nazionale dei Cardamomi meridionali nel maggio 2016, quasi tutta la catena montuosa gode ora di una qualche forma di protezione di alto livello.
Thailandia
- parco nazionale di Namtok Khlong Kaeo
- parco nazionale di Namtok Phlio
- parco nazionale di Khao Khitchakut
- parco nazionale di Khao Chamao-Khao Wong
- santuario faunistico di Khao Soi Dao
- santuario faunistico di Klong Kruewai Chalerm Prakiat
- santuario faunistico di Khao Ang Rue Nai.

Cambogia
- area protetta di Samlaut
- santuario faunistico di Phnom Samkos
- parco nazionale dei Cardamomi centrali
- santuario faunistico di Phnom Aural
- Southern Cardamom National Park
- santuario faunistico di Tatai
- santuario faunistico di Peam Krasop
- parco nazionale di Botum-Sakor
- parco nazionale di Kirirom
- parco nazionale di Preah Monivong (o di Bokor).

Vietnam
- parco nazionale di Phu Quoc.

## Conservazione
Anche se la maggior parte dell'ecoregione è sotto protezione, è però sottoposta alla pressione di numerose attività degradanti o distruttive, quali programmi di costruzione di abitazioni e infrastrutture, estrazioni minerarie, creazione di terreni per le piantagioni, estrazione di sabbia, disboscamento illegale, caccia e bracconaggio (sia opportunistico che organizzato).
Le leggi di protezione sono state applicate in modo inadeguato e il governo cambogiano ha accettato e persino incoraggiato attività distruttive ovunque, addirittura nei parchi nazionali. L'istituzione del parco nazionale dei Cardamomi meridionali nel 2016 potrebbe però significare un cambiamento e un miglioramento nell'applicazione delle leggi sul campo, in quanto le organizzazioni internazionali sono intervenute con finanziamenti e aiuti pratici e i ranger del parco sono stati posti in collaborazione amministrativa con il governo cambogiano. Inoltre, una serie di progetti volti alla costruzione di abitazioni, piantagioni e miniere è stata sospesa.